# Ghostbusters: Spirits Unleashed
Ghostbusters: Spirits Unleashed é um jogo eletrônico de ação de 2022 baseado na franquia de mídia Ghostbusters e desenvolvido pela IllFonic. Foi lançado para Microsoft Windows, PlayStation 4, PlayStation 5, Xbox One e Xbox Series X/S. O jogo também apresenta as semelhanças e vozes de Ernie Hudson como Winston Zeddemore e Dan Aykroyd como Raymond "Ray" Stantz.

## Jogabilidade
Spirits Unleased se concentra na jogabilidade multijogador online para até cinco jogadores, com foco em partidas 4v1 com jogabilidade assimétrica. Cada jogador é capaz de criar seu próprio avatar dos Caça-Fantasmas e operar a partir da sede dos Caça-Fantasmas, conduzindo partidas ao longo do enredo do jogo. Na sede, os jogadores podem alterar a aparência física, a voz e as roupas de seu avatar, alterar a aparência dos fantasmas aos quais têm acesso (ao jogar como um em uma partida) e iniciar partidas (chamadas de "trabalhos") em um local específico ou aleatoriamente. Cada local do jogo consiste em uma arena fechada de salas diferentes espalhadas em dois níveis. Em uma partida, o objetivo de cada lado é específico: se um jogador estiver controlando um fantasma, ele deve assombrar completamente o local selecionado e evitar ser capturado; se estiver jogando um Ghostbuster, eles devem fechar três fendas e capturar o fantasma antes que eles possam assombrar completamente um local. Cada lado funciona de forma diferente durante uma partida; o fantasma opera por conta própria e deve usar uma combinação de técnicas de furtividade e sabotagem contra seus oponentes, enquanto os Caça-Fantasmas devem usar trabalho em equipe, coordenação e uma variedade de dispositivos para derrotar o fantasma. No final da partida, os jogadores ganham experiência que desbloqueia novos fantasmas e aparências e novos itens para uso.
O fantasma é controlado a partir de uma perspectiva de terceira pessoa e deve se concentrar em assombrar um local, causando travessuras em cada sala, evitando a detecção e captura pelo maior tempo possível. O fantasma pode usar habilidades especiais que podem convocar pequenos lacaios para ajudar a assombrar um local e correr em torno de um local, bem como os Caça-Fantasmas para desativá-los temporariamente. Na maioria das vezes, o fantasma deve usar objetos interativos - como bancos, lixeiras e baldes de limpeza - para esconder e recuperar a energia que foi gasta em habilidades (tudo enquanto tenta evitar ser visto em um) ou para assombrá-los. e causar estragos, bem como desviar seus oponentes. Os fantasmas podem resistir ao efeito de amarração do lançador de partículas ligado a mochila de prótons do Ghostbuster, mas serão capturados se forem atraídos para uma armadilha; no entanto, se alguma fenda ainda estiver ativa na partida, o fantasma reaparecerá.
Os Caça-Fantasmas são controlados a partir de uma perspectiva em primeira pessoa e contam com uma mochila de prótons para capturar fantasmas - que devem ser ventilados e resfriados se disparados por longos períodos - e medidor PKE para localizá-los - com o bônus adicional de um ataque AoE que atordoa fantasmas e fendas. Além de seu equipamento padrão, os Caça-Fantasmas também podem fazer uso de diferentes gadgets, podendo utilizar apenas um de cada vez, mas com a capacidade de alternar para outro através de um carrinho de equipamentos no local de posição inicial da equipe. Na maioria das vezes, os jogadores precisam se concentrar no medidor de PKE para encontrar o fantasma, além de acalmar os civis da IA vagando pelo local. Ao capturar o fantasma, a equipe deve coordenar seus esforços, colocando uma armadilha e amarrando um fantasma em direção a ela. Se algum membro estiver coberto com slime, ele pode se limpar ou ser ajudado por outro. Se um fantasma conseguir assombrar completamente um local, uma contagem regressiva começa e os Caça-Fantasmas serão obrigados a fechar quaisquer fendas ativas e capturar o fantasma antes que ele acabe, caso contrário, eles perderão a partida.

## Lançamento
Em 22 de março de 2022, a data de lançamento foi mencionada para o quarto trimestre de 2022 e lançou na Epic Games Store para Microsoft Windows, PlayStation 4, PlayStation 5, Xbox One e Xbox Series X/S. O jogo foi lançado em 18 de outubro de 2022.